# Districtul Rosenheim
Districtul Rosenheim este un district rural (în germană: Landkreis) în  regiunea administrativă Bavaria Superioară, landul Bavaria, Germania.

## Orașe și comune
| orașe 1. Bad Aibling (17.718) 2. Kolbermoor (17.921) 3. Wasserburg a.Inn (12.437) comune (târg) 1. Bad Endorf (7.615) 2. Bruckmühl (16.122) 3. Neubeuern (4.213) 4. Prien a.Chiemsee (10.135) | comune 1. Albaching (1.562) 2. Amerang (3.533) 3. Aschau im Chiemgau (5.541) 4. Babensham (2.880) 5. Bad Feilnbach (7.213) 6. Bernau am Chiemsee (6.667) 7. Brannenburg (5.629) 8. Breitbrunn am Chiemsee (1.426) 9. Chiemsee (334) 10. Edling (4.131) 11. Eggstätt (2.869) 12. Eiselfing (2.943) 13. Feldkirchen-Westerham (10.275) 14. Flintsbach am Inn (2.854) 15. Frasdorf (3.013) 16. Griesstätt (2.576) 17. Großkarolinenfeld (6.888) 18. Gstadt am Chiemsee (1.355) 19. Halfing (2.792) 20. Höslwang (1.254) | 1. Kiefersfelden (6.907) 2. Nußdorf a.Inn (2.579) 3. Oberaudorf (4.768) 4. Pfaffing (3.813) 5. Prutting (2.332) 6. Ramerberg (1.345) 7. Raubling (11.344) 8. Riedering (5.334) 9. Rimsting (3.604) 10. Rohrdorf (5.438) 11. Rott a.Inn (3.565) 12. Samerberg (2.618) 13. Schechen (4.509) 14. Schonstett (1.200) 15. Söchtenau (2.627) 16. Soyen (2.665) 17. Stephanskirchen (9.791) 18. Tuntenhausen (6.696) 19. Vogtareuth (3.066) |